# Кхай Сэнпхонон, Лаврентий
Лаврентий Кхай Сэнпхонон (тайск. ลอเรนซ์ คายน์ แสนพลอ่อน, 17.08.1928 г., Бан Тхунгмон, Таиланд — 24.07.2007 г., Таиланд) — католический прелат, архиепископ Тхари и Нонсенга с 6 марта 1980 года по 14 мая 2004 год.

## Биография
Лаврентий Кхай Сэнпхонон родился в Бан Тхунгмоне, Таиланд. 16 января 1957 года. Лаврентий Кхай Сэнпхонон был рукоположён в священника.
5 ноября 1998 года Римский папа Иоанн Павел II назначил Лаврентия Кхай Сэнпхонона архиепископом Тхари и Нонсенга. 16 июля 1980 года состоялось рукоположение Ларентия Кхай Сэнрхонона в епископа, которое совершил архиепископ Михаил Киен Самопитак в сослужении с епископом Чантхабури Лаврентием Тхиенчай Саманчитом и епископ Убонратчатхани Михаилом Бунлун Мансапом.
14 мая 2004 года вышел в отставку. Скончался 24 июля 2007 года.